# Brunella Schisa
Brunella Schisa (Napoli, 20 ottobre 1953) è una scrittrice e giornalista italiana.

## Biografia
Brunella Schisa è nata il 20 ottobre 1953 a Napoli.
Dopo aver lavorato come traduttrice, esordisce nella narrativa nel 2006 con il romanzo La donna in nero che riceve numerosi riconoscimenti.
Giornalista, al quotidiano la Repubblica dal 1983. Ha curato per anni la rubrica dei libri per Il Venerdì cui adesso collabora .

## Premi e riconoscimenti
- Nel 2007 riceve il Premio Rapallo.
- Nel 2007 riceve il Premio letterario 'Città di Bari-Costiera del levante-Pinuccio Tatarella' [3].

## Opere principali

### Romanzi
- La donna in nero, Milano, Garzanti, 2006 ISBN 88-11-68566-4.
- Lo strappo scritto con Antonio Forcellino, Roma, Fanucci, 2007 ISBN 978-88-347-1306-8.
- Dopo ogni abbandono, Milano, Garzanti, 2009 ISBN 978-88-11-66609-7.
- La scelta di Giulia, Milano, Mondadori, 2013 ISBN 978-88-04-63341-9.
- La nemica, Vicenza, Neri Pozza, 2017 ISBN 978-88-545-1109-5.
- Non essere ridicola, Milano, Giunti, 2019 ISBN 978-88-098-8390-1.
- Anatomia di un mostro, Milano, HarperCollins, 2022 ISBN 978-88-6905-984-1.
- Il velo strappato, Milano, HarperCollins, 2024 ISBN 979-12-5985-335-6.

### Narrativa per l'infanzia
- Caro Babbo Natale non fare come l'anno scorso! con Federica Lamberti Zanardi, Milano, Mondadori, 1991 ISBN 88-04-34919-0
- Babbo Natale pensaci tu con Federica Lamberti Zanardi, Milano, Mondadori, 1992 ISBN 88-04-36617-6

### Traduzioni
- Herculine Barbin, detta Alexina B.: una strana confessione: memorie di un ermafrodito di Herculine Barbin, Torino, Einaudi, 1979 ISBN 978-88-06-18703-3
- Teatro di Raymond Roussel, Torino, Einaudi, 1982 ISBN 88-06-05461-9
- Lettera di una monaca portoghese di Mariana Alcoforado, Venezia, Marsilio, 1991 ISBN 88-317-5570-6